# Juan José Giambiagi
Juan José Giambiagi (Buenos Aires, 18 de junho de 1924 — Rio de Janeiro, 8 de janeiro de 1996) foi um físico argentino conhecido por seus trabalhos em teoria quântica de campos.

## Publicações
- C.G. Bollini, J.J. Giambiagi: Dimensional Renormalization: The Number of Dimensions as a Regularizing Parameter, Il Nuovo Cimento (1972), vol. B12, pp. 20-25, 1972, DOI: 10.1007/BF02895558 (preview)